# Walter Taubeneder

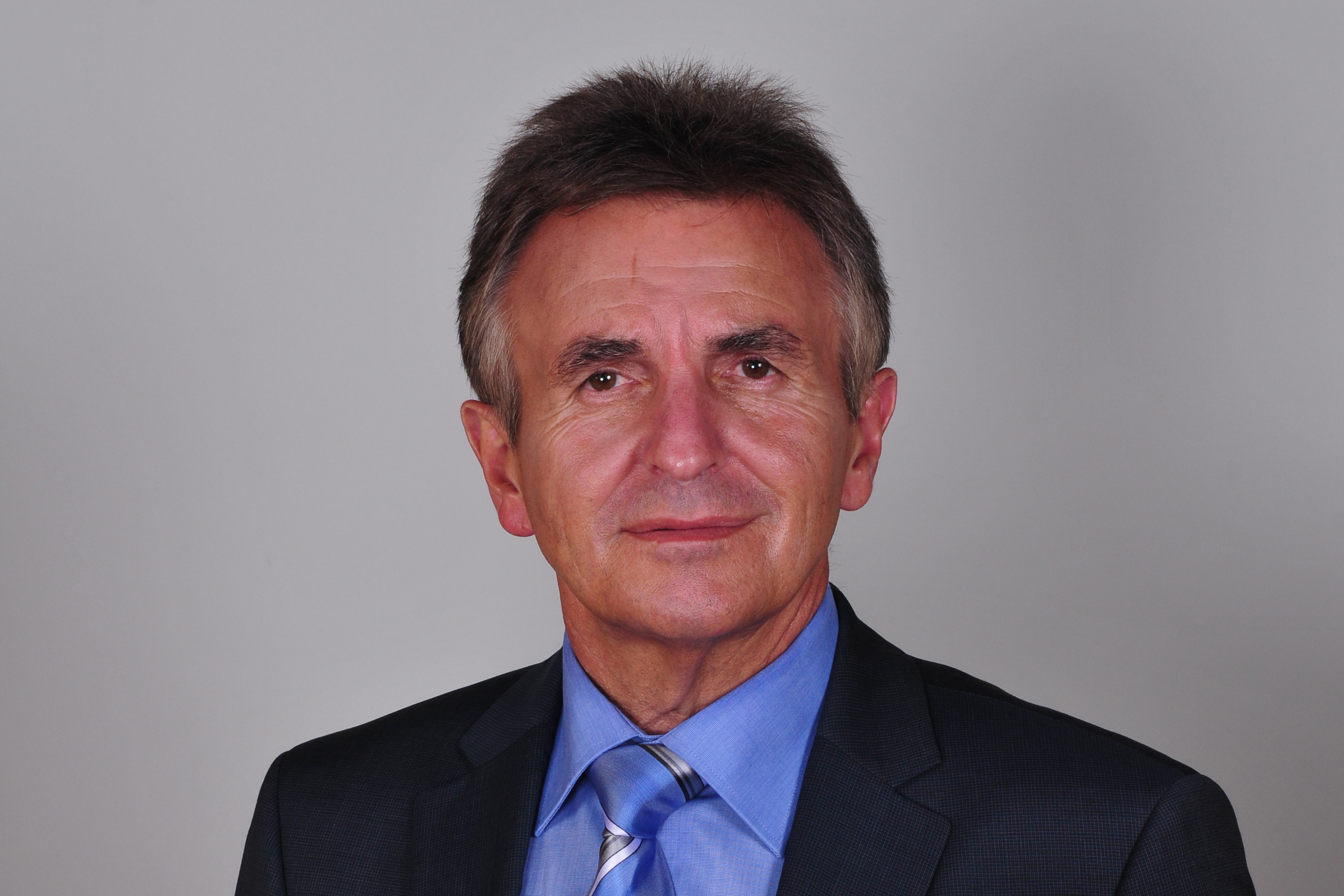
Walter Taubeneder (Juli 2012)

Walter Taubeneder (* 22. Mai 1953 in Ruhstorf an der Rott) ist ein deutscher Politiker (CSU). Von 2008 bis 2023 war er Mitglied des Bayerischen Landtages.

## Leben und Beruf
Nach dem Abitur begann Taubeneder ein Lehramtsstudium, das er erfolgreich abschloss. Im Jahr 1978 war er als Lehrer an der Hauptschule Aidenbach tätig, an der er später auch zum Konrektor ernannt wurde. Walter Taubeneder ist verheiratet und hat einen Sohn.
Seit 1971 ist Taubeneder Mitglied der CSU. Bei den Kommunalwahlen in Bayern 1984 wurde er zum 2. Bürgermeister der Marktgemeinde Aidenbach gewählt. In der darauffolgenden Wahlperiode wurde er im Jahr 1990 zum 1. Bürgermeister gewählt. Das Amt bekleidete er bis zum 1. Mai 2008. Zudem war Taubeneder stellvertretender Landrat des Landkreises Passau. Bei der Landtagswahl 2008 wurde Walter Taubeneder als Direktkandidat im Stimmkreis Passau-West mit 46,1 % der Wählerstimmen in den Bayerischen Landtag gewählt und verteidigte das Direktmandat bei den Wahlen 2013 mit 55,0 % und 2018 mit 42,1 % der Erststimmen. In der 18. Wahlperiode ab 2018 war er Mitglied im „Ausschuss für Verfassung, Recht, Parlamentsfragen und Integration“ und bis Mai 2021 auch im „Ausschuss für Bundes- und Europaangelegenheiten sowie regionale Beziehungen“. Vor der Landtagswahl 2023 unterlag er bei der Aufstellung des CSU-Stimmkreiskandidaten seinem Mitbewerber Stefan Meyer. Somit schied er zum Ende der Legislaturperiode aus dem Landtag aus.
Taubeneder ist Mitglied im Beirat der Akademie für Politische Bildung in Tutzing und im Rundfunkrat des Bayerischen Rundfunks.
Er ist verwitwet und römisch-katholischer Konfession.